# Boris Souvarine
Boris Souvarine (nacido como Borís Konstantínovich Lífschitz y también conocido como Varine; Kiev, 20 de octubre de 1895-París, 1 de noviembre de 1984) fue un historiador, activista, ensayista y periodista socialista y comunista francés nacido en Rusia Imperial.
Excluido del Partido Comunista Francés (PCF) en 1924, Souvarine fue pionero en la denuncia de la naturaleza tiránica del régimen de Stalin.
La actividad esencial de Souvarine entre 1933 y 1934 es la redacción de la biografía de Stalin que se publica en París en 1935 bajo el título Staline. Aperçu historique du bolchevisme por la editorial Plon, único editor que acepta publicarla (años más tarde es reeditado por Champ libre). En este libro, Souvarine desmonta los mecanismos de las mentiras del régimen soviético, régimen que él considera como «negación del socialismo y del comunismo» y como capitalismo de Estado. En marzo de 1985, poco tiempo después de la muerte de Souvarine, el director Jean Aurel adapta esta biografía de Stalin en un documental titulado Staline. 
Para darle una forma concreta a su lucha contra el estalinismo, Souvarine funda en 1935 el Instituto de historia social donde se encuentra una documentación importante sobre el comunismo, Unión Soviética y el movimiento obrero en general. También funda Les Amis de la vérité sur l'URSS (Los Amigos de la verdad sobre la URSS), un colectivo que publica varios folletos. En 1936, bajo el pseudónimo de Motus, Souvarine publica el libro À travers le Pays des Soviets.

## Obras
- Staline, aperçu historique du bolchévisme, Paris, Plon, 1935 (rééditions Champ libre 1978 et 1985, puis éditions Ivrea 1992).
- Sous le pseudonyme de Motus, À travers le pays des Soviets, Paris, Éd. de France, 1936.
- Cauchemar en URSS Archivado el 12 de enero de 2012 en Wayback Machine., Paris, Revue de Paris, 1937 (réédition Éditions Agone, 2001).
- Ouvriers et paysans en URSS, Paris, Librairie du travail, 1937 (réédition Agone, 2001).
- Un Pot-pourri de Khrouchtchev : à propos de ses souvenirs, Paris, Éditions Spartacus, 1971.
- Le Stalinisme, Paris, Spartacus, 1972.
- Autour du congrès de Tours, Paris, Champ libre, 1981.
- L'observateur des deux mondes et autres textes, Paris, La Différence, 1982.
- La Critique Sociale – 1931-1934, Paris, La Différence, 1983.
- Souvenirs sur Isaac Babel, Panaït Istrati, Pierre Pascal — suivi de Lettre à Alexandre Soljenitsyne, Paris, éditions Gérard Lebovici, 1985.
- À contre-courant (recueil de textes de 1925 à 1939), Paris, Denoël, 1985.
- Controverse avec Soljenitsyne, Paris, Éditions Allia, 1990.
- Chroniques du mensonge communiste, textes choisis par Branko Lazitch et Pierre Rigoulot, Plon, 1998.
- Sur Lénine, Trotsky et Staline (1978–1979), entretiens avec Branko Lazitch et Michel Heller, précédé de Boris par Michel Heller, Éditions Allia, 1990, nouvelle édition précédée de La Controverse sur Lénine, la révolution et l'histoire par Michel Heller, Paris, Allia, 2007.
- Feu le Comintern, Éditions le Passager clandestin, 2015.
- Boris Souvarine ha escrito de forma anónima una de las tres partes de Vers l'autre flamme, publicado bajo el único nombre de Panait Istrati en 1929.
- L'URSS en 1930, présenté par Charles Jacquier, Paris, éditions Ivrea, 1997.